# Tessa Souter
Tessa Souter (London, 1956. április 3. –) brit énekesnő, dalszerző, újságíró, író.

## Pályakép
Londonban született. Apja trinidadi, anyja angol. Zongorázni tanították, gitározni egyedül tanult meg. Tizenhat éves korában megszökött otthonról, megházasodott és gyermeket szült.
Egy londoni egyetemre járt (Queen Mary College), ahol angol irodalmi diplomát kapott. Ezután szerkesztő volt, először egy mérnök cégnél, majd a Parents magazinnál, később cikkeket írt az Elle, az Elle Decoration, a Cosmopolitan számára.
1992-ben Amerikába költözött és a nemzetközi sajtóban dolgozott, a London Times, a The Guardian, a Independent, a The Daily Telegraph, az Elle, az Elle Decoration, a Beautiful House, a Vogue, a Sydney Morning Herald és a South China Morning Post számára.
Első profi koncertje a New York-i Caffe San Marco-ban volt 1999 februárjában. 2004-ben rögzítette első albumát. 2011-ben elnyerte a British Sunday Times magazin az év Jazz CD-je díját.

## Lemezek
- Listen Love (Nara Music, 2004)
- Nights of Key Largo (Venus, 2008)
- Obsession (Motéma, 2009)
- Beyond the Blue (Motéma, 2017)
- Picture in Black and White (Noa, 2018)

## Könyv
- 2006: Anything I Can Do... You Can Do Better [3]